# Eirene pyramidalis
Eirene pyramidalis är en nässeldjursart som först beskrevs av Agassiz 1862.  Eirene pyramidalis ingår i släktet Eirene och familjen Eirenidae. Inga underarter finns listade i Catalogue of Life.